# The Electric Company
The Electric Company är ett amerikanskt barn- och utbildningsprogram som producerades av Children's Television Workshop (numera kallat Sesame Workshop) för PBS i USA. PBS sände totalt 780 avsnitt av programmet från den 25 oktober 1971 till den 15 april 1977. Därefter sändes repriser från 1977 till 1985. I januari 2009 gjordes en nystart av programmet, med smärre förändringar.

## Skådespelare
Några av de ursprungliga skådespelarna i serien var Morgan Freeman, Rita Moreno, Bill Cosby, Judy Graubart, Lee Chamberlin och Skip Hinnant.

### Serien gör comeback 2009
I maj 2008 påbörjade Sesame Workshop produktionen av en ny version av The Electric Company, vilken hade premiär på PBS Kids GO! den 23 januari 2009.